# 阿姆斯特丹防线
聯合國教科文組織世界遗产阿姆斯特丹的防线（荷蘭語：Stelling van Amsterdam）是一个阿姆斯特丹周围135公里长的要塞环，由42个设于距中心10-15公里的要塞，以及战时容易遭洪水的低地组成。洪水被设计为只有30厘米深，不够船只航行。任何距离防线1公里内的建筑均由木制，因此它们可以被烧毁且障碍物被移走。阿姆斯特丹的防線被列為世界文化遺產。

## 历史
该防线建于1880-1920年。固定翼机及坦克的发明使要塞一建成就过时了。每個9月的第2个星期六是史跡紀念日（Monuments Day），是参观的吉日，因入门免费。